# Wyspa Żytnia
Wyspa Żytnia (słow. Žitný ostrov, węg. Csallóköz, niem. Schüttinsel) – położona w zachodniej Słowacji grupa wysp rzecznych, utworzona przez główne koryto Dunaju, Mały Dunaj i dolny odcinek Wagu. Ma 15 do 30 km szerokości i 84 km długości. Powierzchnia – 1326 km², najbardziej rozległa z nich tzw. Wielki Žit o pow. 290 km² to największa śródlądowa wyspa w Europie. Wyniesienie nad poziom morza – 105 do 129 m.
Wyspa Żytnia właściwie nie jest pojedynczą wyspą, lecz zespołem około 500 sąsiadujących wysp rzecznych, porozdzielanych korytami rzek, starorzeczami i kanałami. Rozciąga się od Bratysławy aż do Komárna, po północnej stronie właściwego Dunaju. Pod względem geograficznym należy do Niziny Naddunajskiej, pod względem administracyjnym – do krajów bratysławskiego (zachód wyspy), trnawskiego (środek wyspy) i nitrzańskiego (wschód wyspy).
Wyspa Żytnia stanowi jeden z najgęściej zaludnionych i najlepiej zagospodarowanych terenów Słowacji. Wyspa jest pozbawiona bogactw mineralnych, natomiast obfituje w wody termalne i mineralne. Podstawą gospodarki jest intensywne rolnictwo, o czym decyduje ciepły klimat, dostatek wody i żyzne gleby aluwialne. Środkiem wyspy przebiega droga i linia kolejowa z Bratysławy do Komárna. Największe miasta wyspy (nie licząc przedmieść Bratysławy) to Šamorín, Dunajská Streda, Kolárovo i Komárno. Wyspę zamieszkują głównie Węgrzy, z wyjątkiem okolic Bratysławy.
Po południowej stronie głównego koryta Dunaju bliźniaczą wyspę, zwaną Szigetköz (słow. Malý Žitný ostrov), tworzy Dunaj Moszoński.